# 288 aC
El 288 aC va ser un any del calendari romà prejulià. A la República i a l'Imperi Romà es coneixia com l'Any del Consolat de Trèmul i Arvina (o també any 466 ab urbe condita). La denominació «288 aC» per a aquest any s'ha emprat des de l'edat mitjana, quan el calendari Anno Domini va ser el mètode prevalent a Europa per a anomenar els anys.

## Esdeveniments

### Antic Egipte
- Probable fundació del Musèon d'Alexandria, precedent de totes les universitats, que albergava la famosa Biblioteca d'Alexandria.[2] Fundada per Ptolemeu I Soter o, més probablement, pel seu fill Ptolemeu II Filadelf,[3]

### Antiga Grècia
- Lisímac de Tràcia i Pirros, rei de l'Epir derroten Demetri Poliorcetes quan pretenia conquerir l'Àsia Menor i envaeixen Macedònia. Pirros es proclama rei de Macedònia.[4]

### Sicília
- Després de la mort d'Agàtocles de Siracusa, els mamertins ocupen Messina, que els havia acollit hospitalàriament, matant tots els homes i prenent les dones.[5]

### Antiga Roma
- Publi Corneli Arvina i Quint Marci Trèmul són elegits cònsols romans.[6]

## Necrològiques
- Àsia Menor: Data aproximada de la mort d'Amastris d'Heracleia, princesa persa i germana de Darios III. Mor ofegada pels seus fills.[7]